# Central Visayas
Central Visayas is een van de 17 regio's van de Filipijnen. De regio wordt ook wel aangeduid als Region VII. Het regionale centrum is Cebu City in Cebu. Bij de laatste census in 2007 had de regio bijna 6,4 miljoen inwoners.

## Geografie

### Bestuurlijke indeling
Central Visayas bestaat uit 4 provincies. Daarin liggen 15 steden en 116 gemeenten.

#### Provincies
- Bohol
- Cebu
- Negros Oriental
- Siquijor

#### Steden
| - Bais, Negros Oriental - Bayawan, Negros Oriental - Bogo, Cebu - Canlaon, Negros Oriental - Carcar, Cebu | - Cebu City, Cebu - Danao, Cebu - Dumaguete, Negros Oriental - Guihulngan, Negros Oriental - Mandaue, Cebu | - Naga, Cebu - Tagbilaran, Bohol - Talisay, Cebu - Tanjay, Negros Oriental - Toledo, Cebu |

#### Gemeenten
| - Alcantara - Alcoy - Alegria - Aloguinsan - Amlan - Argao - Asturias - Ayungon - Bacong - Badian - Balamban - Bantayan - Barili - Basay - Bindoy - Boljoon - Borbon - Carmen - Catmon - Compostela - Consolacion - Cordova - Daanbantayan - Dalaguete | - Dauin - Dumanjug - Enrique Villanueva - Ginatilan - Jimalalud - La Libertad - Larena - Lazi - Liloan - Mabinay - Madridejos - Malabuyoc - Manjuyod - Maria - Medellin - Minglanilla - Moalboal - Oslob - Pamplona - Pilar - Pinamungahan - Poro - Ronda | - Samboan - San Fernando - San Francisco - San Jose - San Juan - San Remigio - Santa Catalina - Santa Fe - Santander - Siaton - Sibonga - Sibulan - Siquijor - Sogod - Tabogon - Tabuelan - Tayasan - Tuburan - Tudela - Valencia - Vallehermoso - Zamboanguita - Alburquerque | - Alicia - Anda - Antequera - Baclayon - Balilihan - Batuan - Bien Unido - Bilar - Buenavista - Calape - Candijay - Carmen - Catigbian - Clarin - Corella - Cortes - Dagohoy - Danao - Dauis - Dimiao - Duero - Garcia Hernandez - Getafe | - Guindulman - Inabanga - Jagna - Lila - Loay - Loboc - Loon - Mabini - Maribojoc - Panglao - Pilar - Pres. Carlos P. Garcia - Sagbayan - San Isidro - San Miguel - Sevilla - Sierra Bullones - Sikatuna - Talibon - Trinidad - Tubigon - Ubay - Valencia |

### Topografie
Central Visayas ligt midden in de Visayas centraal in de Filipijnen. Het totale landoppervlakte is 14.852 km². De hoogste berg van de regio is Mount Canlaon (2435 m) in Negros Oriental.

## Demografie
Central Visayas had bij de census van 2007 een inwoneraantal van 6.398.628 mensen. Dit zijn 691.675 mensen (12,1%) meer dan bij de vorige census van 2000. De gemiddelde jaarlijkse groei komt daarmee uit op 1,59%, hetgeen lager is dan het landelijk jaarlijks gemiddelde over deze periode (2,04%). Vergeleken met de census van 1995 is het aantal mensen met 1.384.040 (27,6%) toegenomen.

De bevolkingsdichtheid van Central Visayas was ten tijde van de laatste census, met 6.398.628 inwoners op 14852 km², 430,8 mensen per km².